# Église Saint-Gilles d'Abbeville
L'église Saint-Gilles est une église d'architecture gothique située à Abbeville dans le département de la Somme en France. Elle est classée au titre des monuments historiques par arrêté du 4 mars 1926.

## Historique
La date de sa construction est difficile à déterminer de façon certaine. On sait juste qu'elle existait déjà en 1205.
Elle fut reconstruite en 1414 dans un style gothique flamboyant, puis agrandie entre 1485 et 1528.
En 1720, un clocher qui contenait à l'origine 10 cloches fut ajouté à l'édifice. En 1729, deux piliers s'effondrèrent entraînant la chute de la voûte du-dessus. En 1765, la foudre frappa le bâtiment, endommageant le clocher et brisant l'horloge.
Durant la Révolution française, l'église fut utilisée comme magasin de fourrage.
En 1874, l'église subit une restauration de style néo-gothique. L'orgue fut établi sur une tribune à l'entrée de la nef.
L'église fut protégée au titre des monuments historiques : classement par arrêté du 4 mars 1926,.
Les bombardements du 20 mai 1940 abattirent une grande partie de l'église. Pendant la Seconde Guerre mondiale, Pierre Carpentier, prêtre de l'église Saint-Gilles et résistant, fut déporté à Bochum en 1942 et exécuté en 1943 à l'âge de 31 ans.

## Caractéristiques

### Extérieur
L'église est construite en pierre, en style gothique flamboyant, selon un plan basilical traditionnel avec nef à bas-côtés, transept et chœur avec abside polygonale. La façade est asymétrique, la partie centrale possède un portail aux arcatures ornées d'un décor exubérant ; l'archivolte historiée retrace la vie de saint Gilles. Le trumeau est orné d'une statue de saint Gilles avec sa biche du XIXe siècle.
Le pignon du portail sud est décoré d'une statue de saint Michel surmontée d'un dais sculpté et le trumeau est orné d'une statue de la Vierge. Sur le côté sud de la nef, se trouve un bas-relief assez dégradé, vestige d'un monument funéraire.
Le clocher quadrangulaire flanque la façade occidentale. Il ne possède plus de cloche depuis 1940.

Vues extérieures de l'église Saint-Gilles
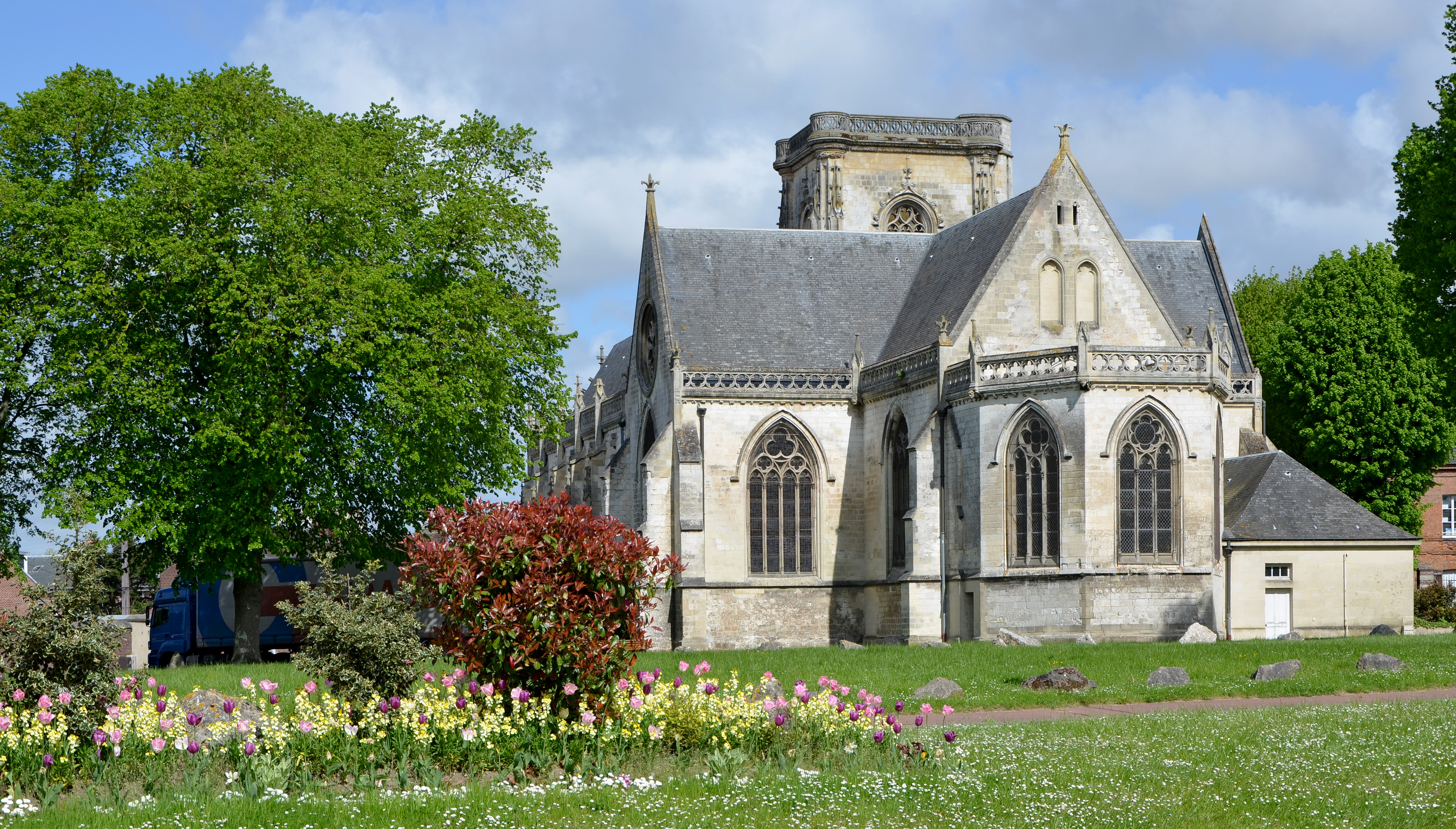
Chevet.
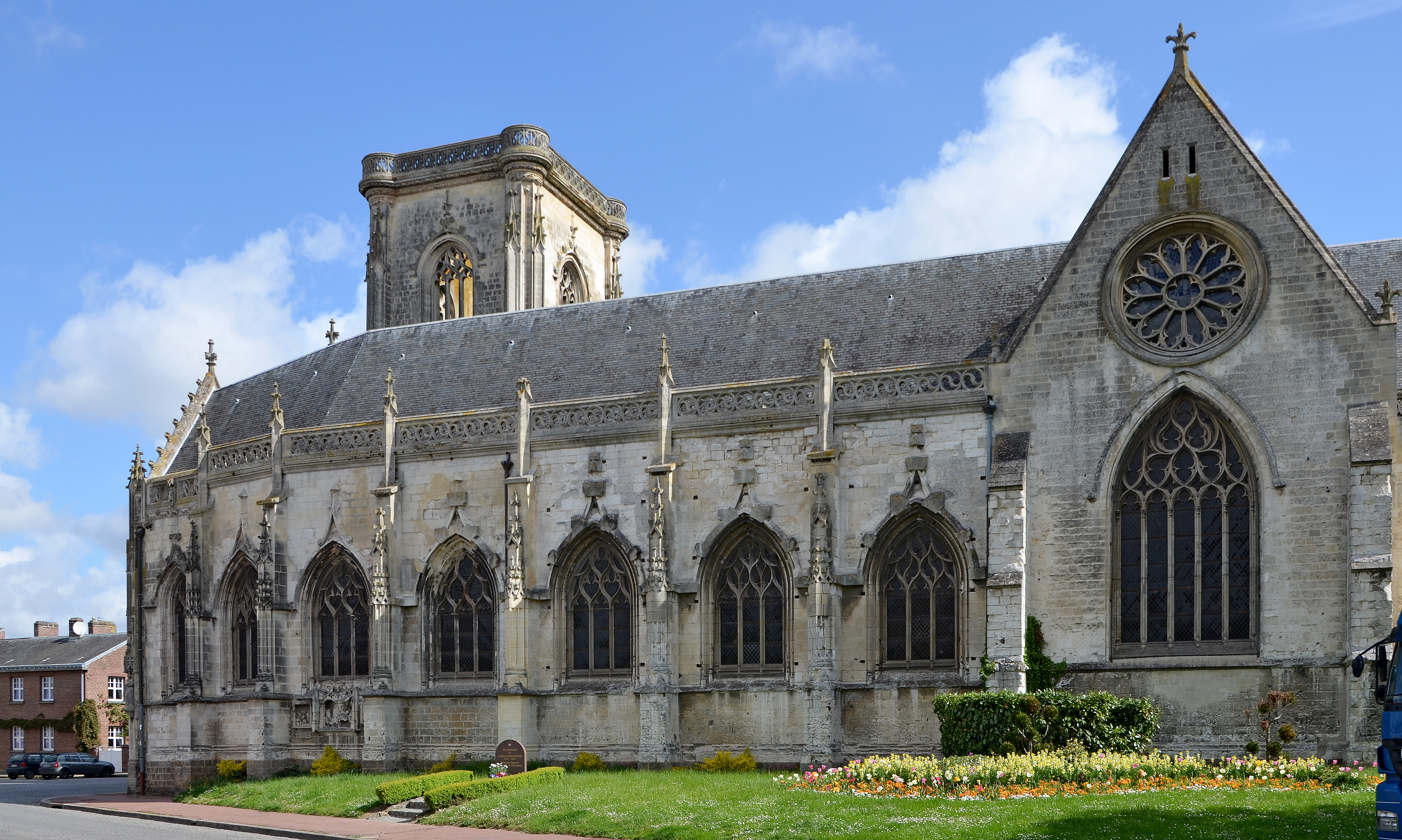
Nef.
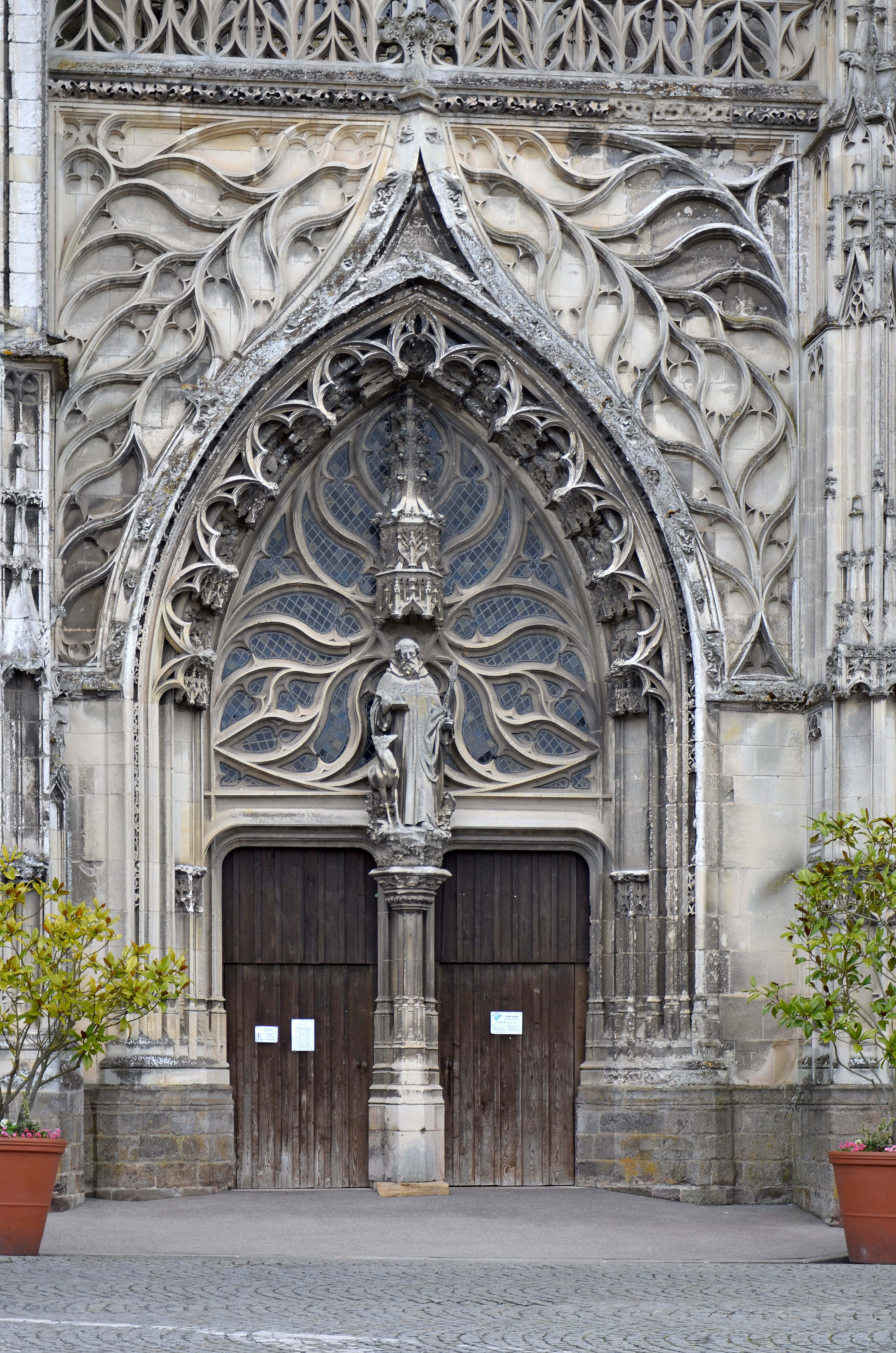
Porte principale.
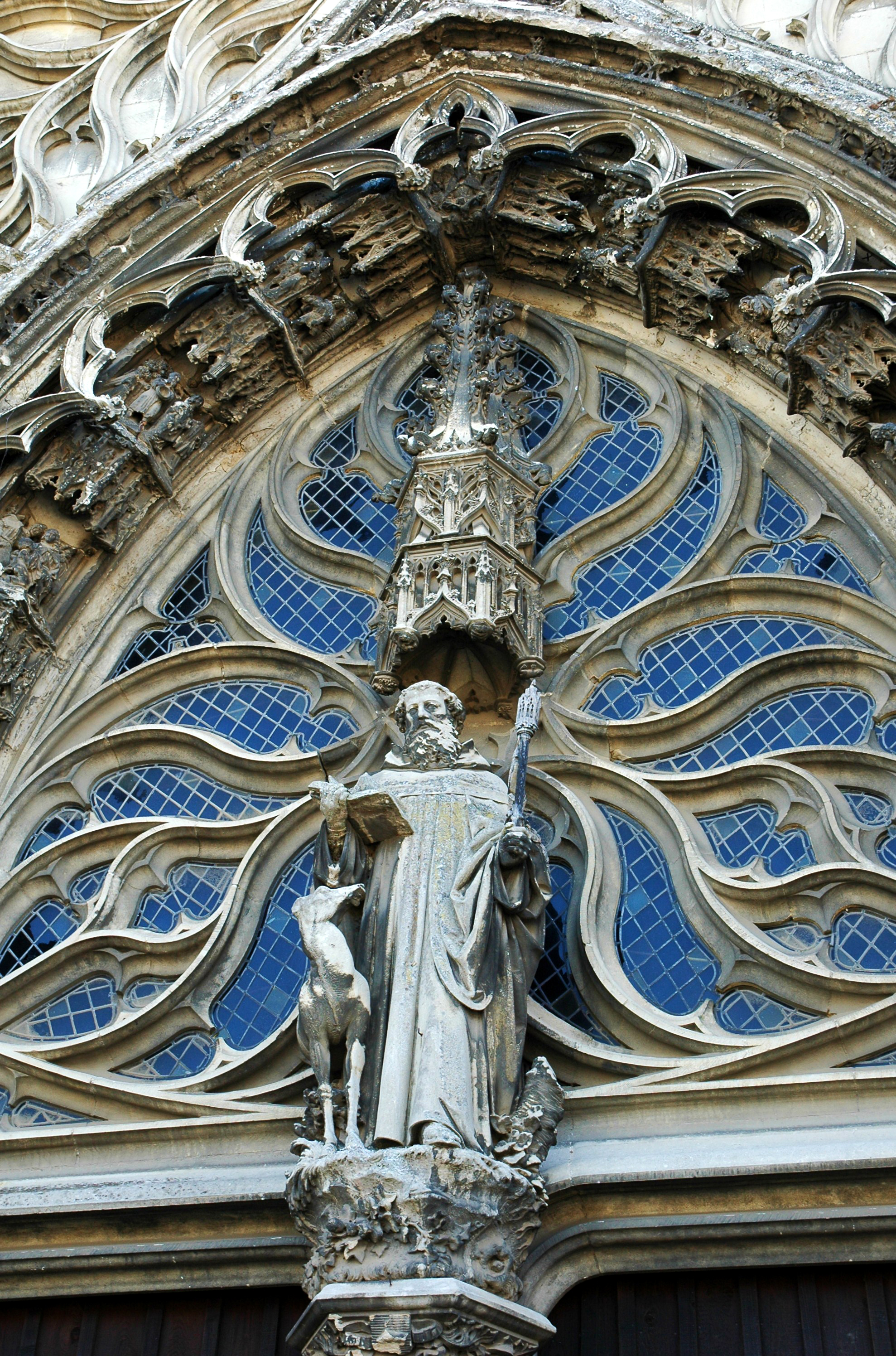
Porte principale, détail.
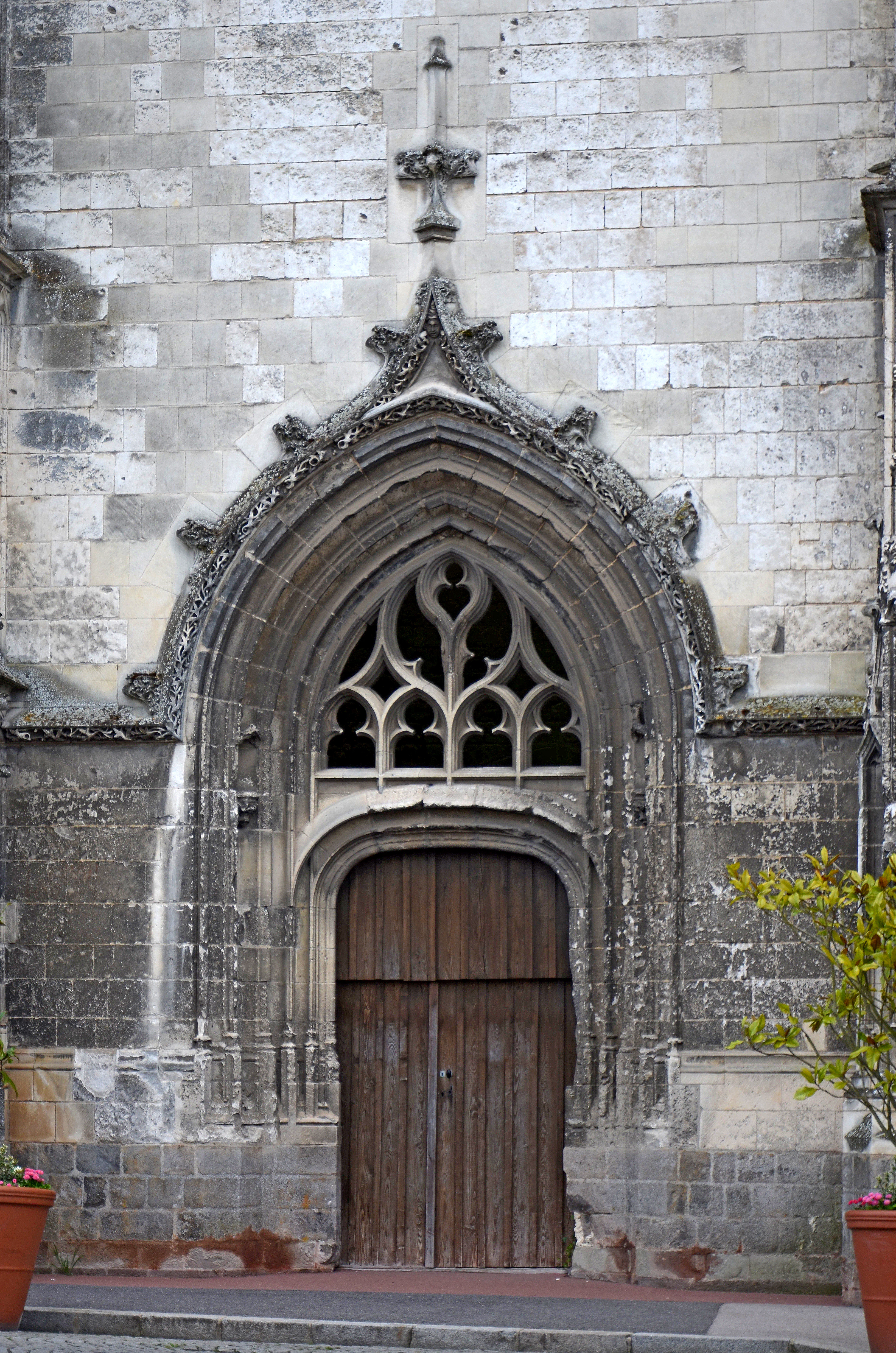
Porte du clocher.

### Intérieur

#### Architecture et décor
Après la Seconde Guerre mondiale, l'intérieur de l'édifice a été restauré dans un style contemporain, avec piliers en béton et voûtes en bois. L'église conserve un Christ en croix sans la croix du XVIe siècle (inscrit au titre objet le 6 mars 2017). Des vitraux modernes, des statues de la Vierge à l'Enfant, de saint Gilles du XXe siècle, sont visibles dans le chœur, un chemin de croix peint par un artiste contemporain complètent la décoration. La restauration de l'église a été terminée en 1967.

#### Orgue
Construit par le facteur d'orgues Beuchet-Debierre au XXe siècle, l'orgue possède deux claviers et un pédalier, la transmission des jeux est électrique.
- Composition[11] :

| I. Grand orgue 56 notes                                                                                         | II. Récit expressif 56 notes                                                      | Pédale 30 notes                                        | Accessoires |
| --- | --------------------------------------------------------------------------------- | ------------------------------------------------------ | --- |
| Bourdon 16' Montre 8' Bourdon 8' Prestant 4' Bourdon 4' Nasard 2' 2/3 Doublette 2' Tierce 1' 3/5 Larigot 1' 1/3 | Quintaton 8' Salicional 8' Principal 4' Flageolet 2' Cymbale III rgs Trompette 8' | Soubasse 16' Basse 8' Flûte 4' Trompette 8' Clairon 4' | Accouplement Récit expressif/Grand orgue Tirasse Grand orgue/Pédale Tirasse Récit expressif/Pédale Appel tutti |

#### Les organistes
De 1712 à 1725 : Jacques Noblet, père de Charles Noblet

De 1725 à ???? : Charles Héluin

### Les prêtres
- Abbé Jean-François-Martial Dergny (1809-1880), érudit, membre de la Société d'émulation d'Abbeville, artiste peintre et vicaire de Saint-Gilles[14].